# Xã Normal, Quận McLean, Illinois
Xã Normal (tiếng Anh: Normal Township) là một xã thuộc quận McLean, tiểu bang Illinois, Hoa Kỳ. Năm 2010, dân số của xã này là 52.560 người.